# Vaejovis coalcoman
Espèce
Vaejovis coalcoman est une espèce de scorpions de la famille des Vaejovidae.

## Distribution
Cette espèce est endémique du Michoacán au Mexique. Elle se rencontre vers Coalcomán entre 2 050 et 2 265 m d'altitude dans la Sierra de Coalcomán.

## Description
Le mâle holotype mesure 20,6 mm, les mâles mesurent de 20,6 à 29 mm et les femelles de 25 à 29,5 mm.

## Étymologie
Son nom d'espèce lui a été donné en référence au lieu de sa découverte, la Sierra de Coalcomán.

## Publication originale
- Contreras-Félix & Francke, 2014 : « Description of a new species of Vaejovis from Michoacán, Mexico (Arachnida: Scorpiones: Vaejovidae). » Revista Mexicana de Biodiversidad, vol. 85, no 1, p. 24-30 (texte intégral).